# Mitsubishi Space Runner
Mitsubishi Space Runner — компактвэн, производившийся с 1991 по 2002 год. Автомобиль отличался от остальных компактвэнов наличием постоянного полного привода (в некоторых комплектациях так же присутствовала блокировка заднего межколесного дифференциала), сдвижной задней дверью и задним сиденьем на салазках. Для внутреннего рынка Японии также выпускались RVR Sports Gear c увеличенным дорожным просветом и внедорожным обвесом.

## Первое поколение
В Японии первое поколение было представлено как RVR, в США как Mitsubishi Expo LRV до тех пор, пока экспортеры из Азии и Океании использовали оригинальное японское имя. Space Runner продавался также Chrysler под именами Dodge/Plymouth Colt Vista и Eagle Summit Wagon в Северной Америке.